# Общение и освобождение
«Обще́ние и освобожде́ние» (итал. Comunione e liberazione, сокращённо CL) — католическое движение внутри Католической церкви, основанное в 1950-х годах итальянским священником и теологом Луиджи Джуссани.
В 1950-х годах Джуссани преподавал религию в Высшей школе Берше в Милане, в котором появилась первая группа молодёжи, привлечённая горячей харизмой Джуссани. Равнодушие к религии среди молодёжи и полное её непонимание побудило Джуссани заняться миссионерской деятельностью среди своих студентов. Джуссани настаивал на том, что вера не противоречит разуму. Вера есть разумное признание бытия как Тайны.
Джуссани призывает к критическому подходу ко всем вопросам — к своей вере, к традиции, к революционным движениям 1960-х годов. Но критика не должна быть тотальной и не должна вести к нигилизму. Критика должна выявлять подлинные основания существования человека, его подлинные желания и стремления — желания счастья, блага. Желание счастья, чувство своей изначальной зависимости от другого (мы не сами себя произвели на свет) — это составляет суть религиозного чувства человека. Это путь, который ведёт к познанию Бога.
Таким образом, по его концепции, не ритуал и не теологические системы и народные верования составляют сущность христианства. Сущность христианства — это опыт живого человека, направленный на постижение реальности во всей целокупности составляющих её факторов. Христос — является ответом на все вопросы человека. Реальность Христа как богочеловеческой личности обнимает в себе и божественную и человеческую природу. Реальность Христа, изливаясь через Церковь, наполняет смыслом каждое конкретное существование и деятельность — начиная от проповеди священника, кончая воспитанием детей и мытьём посуды в доме. Любое действие с сознанием своей зависимости от Христа приобретает сакральное значение, так как способствует духовному росту человека, его освобождению от зависимости от мира, большей внутренней свободе. Поэтому общение во Христе (что по преимуществу и есть Церковь) является освобождающим фактором. Общение также является воспитательным методом, приводящим человеческий разум к осознанию повсеместного Присутствия Бога. Разум, признающий свои границы, становится подлинным разумом, понимающим истинный смысл вещей.
Данное католическое движение распространено по всему миру. Наиболее активные группы CL находятся в Италии, Испании, Бразилии, в Африке, России, Литве, Казахстане, США, Канаде, Филиппинах. Движение выпускает журнал «След» (итал. Tracce). Члены CL активно участвуют в политике своих стран, во многих культурных начинаниях и благотворительности. В 1982 году братство «Общение и освобождение» признано Святым Престолом как ассоциация понтификального права. Сегодня братство CL насчитывает около 50 000 членов по всему миру.
Оригинальность харизмы движения определил лидер движения Х. Каррон:
«…мы можем показать, что вера касается потребностей жизни — потребностей в истине, красоте, справедливости и счастье, и, поэтому, показать пользу веры для жизни людей нашего времени».
«Мы, христиане, избраны не для того, чтобы доказать свои диалектические или стратегические способности, но чтобы свидетельствовать о новизне, которую вера принесла в мир и которая сначала „завоевала“ нас».
«Общение и освобождение» отличают консервативные позиции в экономических и социальных вопросах; политически оно близко к движению Сильвио Берлускони.